# SNCF Z 21500 sorozat

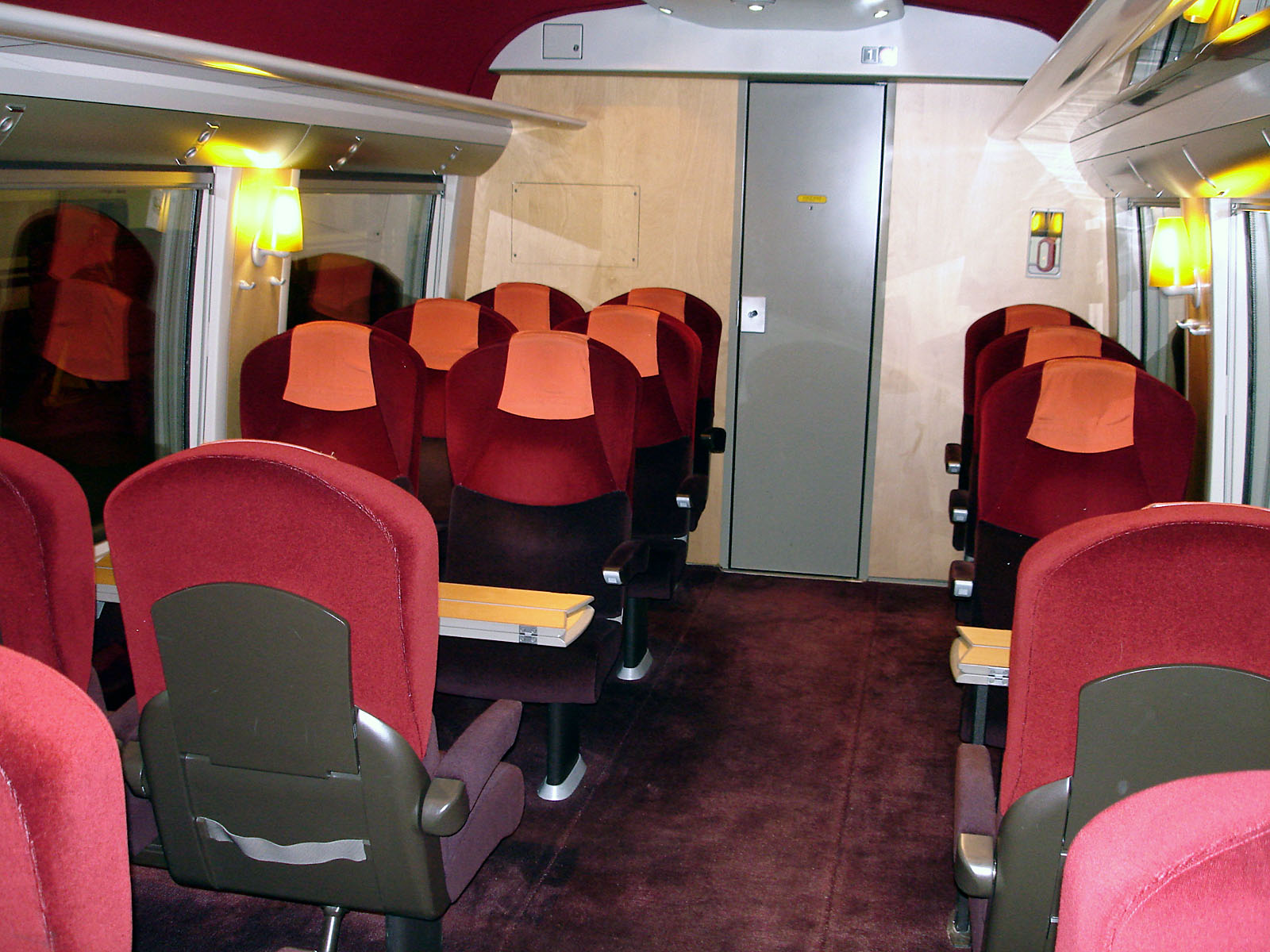
A motorvonat első osztályú utastere

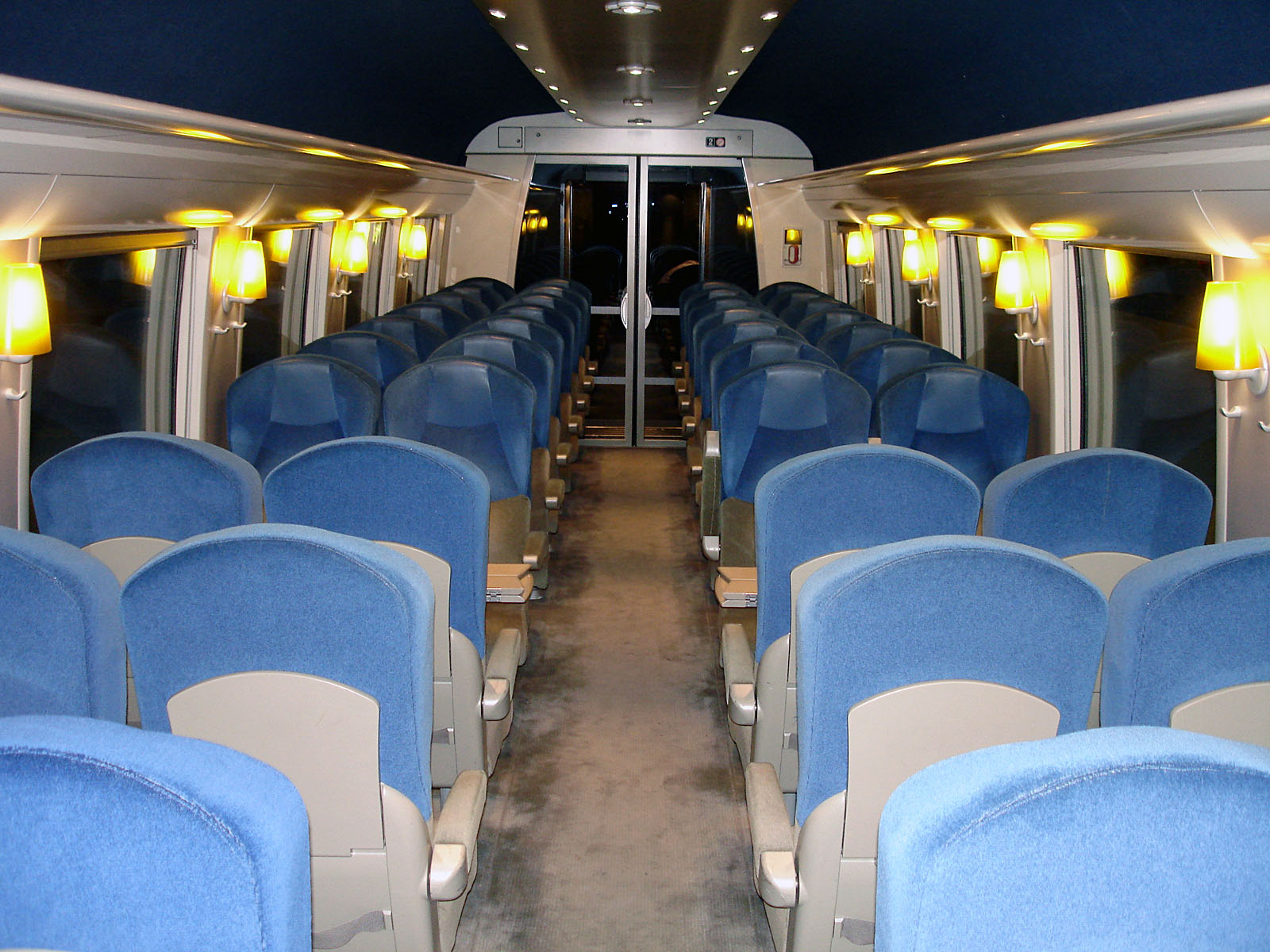
A motorvonat másodosztályú utastere

Az SNCF Z 21500 sorozat egy háromrészes francia nagysebességű villamosmotorvonat-sorozat. Összesen 57 háromrészes motorvonatot gyártott az Alstom és a Bombardier Transportation az SNCF részére 2003 és 2004 között. Maximális sebessége 200 km/h. Az SNCF ezzel a sorozattal kezdte meg a menetrendszerinti 200 km/h-s regionális közlekedés beindítását Franciaországban.
A motorvonatok Franciaország régiói között az alábbi módon lettek szétosztva:
- 19 "Pays de la Loire" régió[2]
- 15 "Centre" régió[2]
- 6 "Aquitaine" régió[2]
- 17 "Bretagne" régió[2]